# Batalha de Veios
A Batalha de Veios, também conhecida como o Cerco de Veios é uma batalha da República Romana, datada de cerca de 396 a.C. A principal fonte sobre ela é a Ab Urbe Condita de Tito Lívio.
Os romanos eram liderados por um ditador (na República Romana, este era um general de emergência e não um tirano), chamado Marco Fúrio Camilo. Sua oponente, a cidade etrusca de Veios, uma grande cidade próxima de Roma que havia se envolvido em uma longa e inconclusiva guerra com os romanos, que tinha muitas vezes estado sob cerco. A fim de romper o cerco de uma vez por todas, vários túneis foram construídos durante o cerco à cidade.
Tito Lívio descreve a cena com os veientines escondidos na cidade, com a força romana se estabelecendo do lado de fora e uma segunda força preparada para atacar a partir de dentro, através do túnel. Após esta oração de Camilo,

Apolo, guiado e inspirado por sua vontade, saiu para destruir a cidade de Veios, e uma décima parte do espólio foi dedicado a ele. Para a rainha Juno, que também habitava Veios, pediu que o acompanhasse após a vitória, para que a cidade seja também dela, onde um digno templo seria construído. Assim, atacaram dos dois lados.

Neste momento, os romanos saíram da entrada do túnel no interior do templo de Juno e as forças que já estavam dentro, rapidamente esmagaram Veios. Após a luta afrouxar, Camilo ofereceu poupar os desarmados que começaram a se render, como os soldados romanos tomavam o espólio.
A riqueza impressionou tanto Camilo que ele fez um discurso, durante o qual ele se virou e tropeçou, no qual foi visto como um presságio de sua condenação e depois o saque de Roma, o último dos quais seguido anos mais tarde, depois da Batalha do Ália.

## Consequências
A anexação de Veios e suas terras ampliou as dimensões do território romano em cerca de 60%. Tito Lívio afirma que foi nos dias que antecederam o cerco de Veios que os soldados romanos passaram a ser pagos pela primeira vez, com fundos dos impostos, indicando um movimento em direção a uma organização mais centralizada dos exércitos romanos e ao declínio dos exércitos particulares de patrícios.